# Alí Chúsruf
Muhsin Alí Chúsruf (* 1989-91) je jemenský zápasník – judista.

## Sportovní kariéra
S judem začínal v 6 letech v San'á. Na mezinárodní scéně se objevoval od roku 2004 v superlehké váze do 60 kg. V roce 2008 se kvalifikoval na olympojské hry v Pekingu, kde prohrál v úvodním kole na body (juko) s ruským abázínem Ruslanem Kišmachovem.
V roce 2011 byl během protestů v San'á (Arabské jaro) střelen do oblasti pánve.
V roce 2012 obsadil asijskou kontinentální kvótu pro start na olympijských hrách v Londýně. Na olympijské hry se kvůli problémům doma připravoval s týmem Saúdské Arábie. V úvodním kole se utkal s Yannem Siccardim z Monaka. Monacký olympionik se ho od úvodu snažil strhem tomoe-nage dostat do boje na zemi. Po minutě poprvé zautočil svojí oblíbenou technikou sode-curikomi-goši a ujal se vedení na juko. V dalších minutách udržoval své vedení, ale půl minuty před koncem zápasu obdržel druhé napomenutí za pasivitu (šido) a nechal Siccardiho srovnat. V prodloužení se projevila jeho horší fyzická připravenost. Po půl minutě prodloužení ho soupeř dostal do boje na zemi a nasadil mu submisivní techniku páčením (juji-gatame).
V roce 2016 se na olympijské hry v Riu nekvalifikoval. Jemenský olympijský výbor v červnu dostal možnost od tripartitní komise poslat jednohé svého zástupce do Ria. Ten nakonec nominoval jeho reprezentačního kolegu Zijáda Matara.

## Výsledky
| Turnaj            | 2006            | 2007            | 2008            | 2009            | 2010            | 2011            | 2012            | 2013            | 2014            | 2015            | 2016            | 2017            | 2018            | 2019            |
| Turnaj            | 16*             | 17*             | 18*             | 19*             | 20*             | 21*             | 22*             | 23*             | 24*             | 25*             | 26*             | 27*             | 28*             | 29*             |
| Turnaj            | superlehká váha | superlehká váha | superlehká váha | superlehká váha | superlehká váha | superlehká váha | superlehká váha | superlehká váha | superlehká váha | superlehká váha | superlehká váha | superlehká váha | superlehká váha | superlehká váha |
| ----------------- | --------------- | --------------- | --------------- | --------------- | --------------- | --------------- | --------------- | --------------- | --------------- | --------------- | --------------- | --------------- | --------------- | --------------- |
| Olympijské hry    |                 |                 | úč.             |                 |                 |                 | úč.             |                 |                 |                 | —               |                 |                 |                 |
| Mistrovství světa |                 | úč.             |                 | —               | úč.             | —               |                 | úč.             | úč.             | —               |                 | —               | úč.             |                 |
| Asijské hry       | úč.             |                 |                 |                 | úč.             |                 |                 |                 | úč.             |                 |                 |                 | úč.             |                 |
| Mistrovství Asie  | úč.             | úč.             | 7.              | úč.             | úč.             | 5.              | 7.              | —               | úč.             | —               | úč.             | —               | úč.             | úč.             |
| MS juniorů        | —               |                 | úč.             | úč.             |                 |                 |                 |                 |                 |                 |                 |                 |                 |                 |